# Shannon Briggs
Shannon Briggs (Brooklyn, Nueva York, 4 de diciembre de 1971) es un boxeador estadounidense que llegó a ser campeón del mundo de boxeo por la Organización Mundial de Boxeo.

## Biografía

### Aficionado
Llegó a ser campeón de los Guantes Dorados de Nueva York, campeón del estado de Nueva York y campeón nacional de la P.A.L. Además fue segundo en la categoría de peso pesado en los Juegos Panamericanos en 1991 tras perder en la final ante el cubano Felix Savon. En 1992, fue campeón aficionado de los Estados Unidos.

### Profesional
Comenzó su carrera profesional en 1992 y estuvo imbatido durante 25 combates. Sufrió su primera derrota cuando fue noqueado por el también imbatido Darroll Wilson en Atlantic City, Nueva Jersey, en 1996. El combate fue emitido por HBO. Después de la derrota peleó ante George Foreman y después ante el campeón del Consejo Mundial de Boxeo, Lennox Lewis. El combate se realizó en 1998 y fue noqueado tres veces antes de perder por nocaut técnico.
En 1999, sólo peleó ante Francois Botha ante el que empató. En el año 2000 volvió a ser derrotado ante Sedreck Fields y dos años más tarde ante Jameel McCline, ambos por decisión. Siguió peleando ante rivales inferiores hasta el año 2006 que peleó ante Chris Koval por el título de los pesos pesados de la NABA, que se adjudicó. Ya en el siguiente combate volvió a tener la oportunidad de ganar el título mundial, en este ocasión de la Organización Mundial de Boxeo. El 4 de noviembre de 2006 ganó a Sergéi Liajóvich por nocaut técnico en el duodécimo asalto y ganó el título, aunque lo perdió por decisión en el siguiente combate ante Sultan Ibragimov. En 2009 volvió a pelear ante Marcus McGee al que ganó por nocaut en el primer asalto aunque el combate se anuló al aparecer sustancias prohibidas en los análisis de Briggs.

## Récord profesional
| Res. | Récord     | Rival                | Tipo | Ronda, tiempo | Fecha      | Localidad                                                                             | Notas                                                                                          |
| ---- | ---------- | -------------------- | ---- | ------------- | ---------- | ------------------------------------------------------------------------------------- | ---------------------------------------------------------------------------------------------- |
| V    | 60–6–1 (1) | Emilio Zarate        | KO   | 1 (10) 2:20   | 21-05-2016 | The O2 Arena, Londres, Inglaterra                                                     |                                                                                                |
| V    | 59–6–1 (1) | Michael Marrone      | KO   | 2 (10), 2:52  | 05-09-2015 | Seminole Hard Rock Hotel and Casino, Hollywood, Florida, EE. UU.                      |                                                                                                |
| V    | 58–6–1 (1) | Zoltan Petranyi      | KO   | 1 (10), 1:52  | 27-03-2015 | Sortis Hotel Spa & Casino, Panama City, Panamá                                        |                                                                                                |
| V    | 57–6–1 (1) | Richard Carmack      | KO   | 1 (10), 2:59  | 01-11-2014 | Isle of Capri Casino, Lula, Misisipi, EE. UU.                                         |                                                                                                |
| V    | 56–6–1 (1) | Cory Phelps          | TKO  | 1 (10), 1:18  | 23-08-2014 | Ring of Dreams Boxing Gym, Winston-Salem, Carolina del Norte, EE. UU.                 | Retiene el título WBA–NABA del peso pesado; Gana el título WBC Latino interino del peso pesado |
| V    | 55–6–1 (1) | Raphael Zumbano Love | UD   | 12            | 28-06-2014 | Remington Park, Oklahoma City, Oklahoma, EE. UU.                                      | Gana el vacante título WBA–NABA del peso pesado                                                |
| V    | 54–6–1 (1) | Matthew Greer        | TKO  | 1 (10), 0:27  | 17-05-2014 | Mountaineer Casino Racetrack and Resort, New Cumberland, Virginia Occidental, EE. UU. |                                                                                                |
| V    | 53–6–1 (1) | Francisco Mireles    | KO   | 1 (10), 0:27  | 19-04-2014 | Black Bear Casino Resort, Carlton, Minnesota, EE. UU.                                 |                                                                                                |
| V    | 52–6–1 (1) | Maurenzo Smith       | KO   | 1 (10), 2:59  | 11-04-2014 | DoubleTree, Tampa, Florida, EE. UU.                                                   |                                                                                                |
| D    | 51–6–1 (1) | Vitali Klitschko     | UD   | 12            | 16-10-2010 | O2 World, Hamburgo, Alemania                                                          | Por el título WBC del peso pesado                                                              |
| V    | 51–5–1 (1) | Rob Calloway         | TKO  | 1 (10), 1:38  | 28-05-2010 | Scope, Norfolk, Virginia, EE. UU.                                                     |                                                                                                |
| V    | 50–5–1 (1) | Dominique Alexander  | TKO  | 1 (10), 0:20  | 21-05-2010 | Capitale, Nueva York, EE. UU.                                                         |                                                                                                |
| V    | 49–5–1 (1) | Rafael Pedro         | KO   | 1 (10), 0:28  | 13-04-2010 | Seminole Hard Rock Hotel and Casino, Hollywood, Florida, EE. UU.                      | Gana el vacante título WBC Latino del peso pesado                                              |
| NC   | 48–5–1 (1) | Marcus McGee         | KO   | 1 (8), 2:01   | 03-12-2009 | Manhattan Center Grand Ballroom, Nueva York, EE. UU.                                  | Originalmente victoria por KO de Briggs, cambiado a NC tras fallar una prueba de drogas.       |
| D    | 48–5–1     | Sultan Ibragimov     | UD   | 12            | 02-06-2007 | Boardwalk Hall, Atlantic City, Nueva Jersey, EE. UU.                                  | Pierde el título WBO del peso pesado                                                           |
| V    | 48–4–1     | Siarhei Liakhovich   | TKO  | 12 (12), 2:59 | 04-11-2006 | Chase Field, Phoenix, Arizona, EE. UU.                                                | Gana el título WBO del peso pesado                                                             |
| V    | 47–4–1     | Chris Koval          | RTD  | 3 (12), 3:00  | 24-05-2006 | Hammerstein Ballroom, Nueva York, EE. UU.                                             | Retiene los títulos WBA–NABA y WBO–NABO pesados; Gana el vacante título USBA del peso pesado   |
| V    | 46–4–1     | Dicky Ryan           | KO   | 4 (12), 2:37  | 18-03-2006 | Convention Center, Fort Smith, Arkansas, EE. UU.                                      | Gana el vacante título WBA–NABA y WBO–NABO del peso pesado                                     |
| V    | 45–4–1     | Luciano Zolyone      | KO   | 1 (12), 0:11  | 10-12-2005 | Roberto Clemente Coliseum, San Juan, Puerto Rico                                      | Gana el vacante título WBC FECARBOX del peso pesado                                            |
| V    | 44–4–1     | Brian Scott          | KO   | 1 (10), 1:10  | 26-11-2005 | Convention Center, Fort Smith, Arkansas, EE. UU.                                      |                                                                                                |
| V    | 43–4–1     | Ray Mercer           | KO   | 7 (10), 0:41  | 26-08-2005 | Seminole Hard Rock Hotel and Casino, Hollywood, Florida, EE. UU.                      |                                                                                                |
| V    | 42–4–1     | Abraham Okine        | TKO  | 3 (10), 0:54  | 10-06-2005 | Turning Stone Resort & Casino, Verona, Nueva York, EE. UU.                            |                                                                                                |
| V    | 41–4–1     | Demetrice King       | TKO  | 2 (6), 1:49   | 03-03-2005 | Madison Square Garden, Nueva York, EE. UU.                                            |                                                                                                |
| V    | 40–4–1     | Jeff Pegues          | TKO  | 1 (10), 0:35  | 06-03-2004 | Turning Stone Resort Casino, Verona (Nueva York), EE. UU.                             |                                                                                                |
| V    | 39–4–1     | Wade Lewis           | TKO  | 3 (8)         | 28-08-2003 | The Plex, North Charleston, Carolina del Sur, EE. UU.                                 |                                                                                                |
| V    | 38–4–1     | John Sargent         | TKO  | 1 (12), 0:17  | 19-07-2003 | War Memorial Auditorium, Fort Lauderdale, Florida, EE. UU.                            | Gana el vacante título IBU del peso pesado                                                     |
| V    | 37–4–1     | Marvin Hill          | TKO  | 1 (10), 0:33  | 27-03-2003 | War Memorial Auditorium, Fort Lauderdale, Florida, EE. UU.                            |                                                                                                |
| D    | 36–4–1     | Jameel McCline       | UD   | 10            | 27-04-2002 | Madison Square Garden, Nueva York, EE. UU.                                            |                                                                                                |
| V    | 36–3–1     | Reynaldo Minus       | KO   | 1 (8), 2:21   | 01-12-2001 | Jacob K. Javits Convention Center, Nueva York, EE. UU.                                |                                                                                                |
| V    | 35–3–1     | Jason Waller         | TKO  | 1 (10), 0:37  | 19-10-2001 | The Orleans, Paradise, Nevada, EE. UU.                                                |                                                                                                |
| V    | 34–3–1     | Russell Chasteen     | KO   | 1 (10), 2:55  | 07-04-2001 | Coeur d'Alene Casino Resort Hotel, Worley, Idaho, EE. UU.                             |                                                                                                |
| V    | 33–3–1     | Eric Curry           | KO   | 1 (10), 2:34  | 02-11-2000 | Coeur d'Alene Casino Resort Hotel, Worley, Idaho, EE. UU.                             |                                                                                                |
| D    | 32–3–1     | Sedreck Fields       | MD   | 8             | 27-04-2000 | Hammerstein Ballroom, Nueva York, EE. UU.                                             |                                                                                                |
| V    | 32–2–1     | Warren Williams      | TKO  | 3 (10), 2:22  | 24-02-2000 | Hammerstein Ballroom, Nueva York, EE. UU.                                             |                                                                                                |
| E    | 31–2–1     | Francois Botha       | MD   | 10            | 07-08-1999 | Etess Arena, Atlantic City, Nueva Jersey, EE. UU.                                     |                                                                                                |
| V    | 31–2       | Marcus Rhode         | TKO  | 1 (10), 2:55  | 08-12-1998 | Roseland Ballroom, Nueva York, EE. UU.                                                |                                                                                                |
| D    | 30–2       | Lennox Lewis         | TKO  | 5 (12), 1:45  | 28-03-1998 | Convention Center, Atlantic City, Nueva Jersey, EE. UU.                               | Pierde el título lineal peso pesado; Por el título de la WBC del peso pesado                   |
| V    | 30–1       | George Foreman       | MD   | 12            | 22-11-1997 | Etess Arena, Atlantic City, Nueva Jersey, EE. UU.                                     | Gana el título Lineal peso pesado                                                              |
| V    | 29–1       | Jorge Valdés         | RTD  | 9 (10), 3:00  | 24-06-1997 | Argosy Festival Atrium, Baton Rouge, Luisiana, EE. UU.                                |                                                                                                |
| V    | 28–1       | Melton Bowen         | TKO  | 1 (10), 0:26  | 15-04-1997 | South Mountain Arena, West Orange, Nueva Jersey, EE. UU.                              |                                                                                                |
| V    | 27–1       | Eric French          | TKO  | 2 (8), 2:23   | 21-02-1997 | Mahi Temple Shrine Auditorium, Miami, Florida, EE. UU.                                |                                                                                                |
| V    | 26–1       | Tim Ray              | KO   | 1 (10)        | 25-09-1996 | Robert Treat Hotel, Newark, Nueva Jersey, EE. UU.                                     |                                                                                                |
| D    | 25–1       | Darroll Wilson       | TKO  | 3 (10), 2:17  | 15-03-1996 | Convention Hall, Atlantic City, Nueva Jersey, EE. UU.                                 |                                                                                                |
| V    | 25–0       | Calvin Jones         | TKO  | 1 (10), 0:54  | 15-12-1995 | Madison Square Garden, Nueva York, EE. UU.                                            |                                                                                                |
| V    | 24–0       | Sherman Griffin      | TKO  | 1 (10), 1:17  | 22-09-1995 | Civic Center, Lewiston, Maine, EE. UU.                                                |                                                                                                |
| V    | 23–0       | Will Hinton          | TKO  | 1 (8), 1:50   | 25-08-1995 | Bally's, Atlantic City, Nueva Jersey, EE. UU.                                         |                                                                                                |
| V    | 22–0       | Marion Wilson        | PTS  | 8             | 24-03-1995 | South Mountain Arena, West Orange, Nueva Jersey, EE. UU.                              |                                                                                                |
| V    | 21–0       | Craig Payne          | UD   | 8             | 13-01-1995 | Bally's, Atlantic City, Nueva Jersey, EE. UU.                                         |                                                                                                |
| V    | 20–0       | Mike Faulkner        | KO   | 2             | 21-10-1994 | Palm Springs, California, EE. UU.                                                     |                                                                                                |
| V    | 19–0       | Mark Young           | TKO  | 8 (8), 2:06   | 26-08-1994 | Bally's, Atlantic City, Nueva Jersey, EE. UU.                                         |                                                                                                |
| V    | 18–0       | Exum Speight         | TKO  | 1             | 04-08-1994 | Foxwoods Resort Casino, Ledyard, Connecticut, EE. UU.                                 |                                                                                                |
| V    | 17–0       | Jimmy Ellis          | TKO  | 1 (8), 0:35   | 12-03-1994 | MGM Grand Garden Arena, Paradise, Nevada, EE. UU.                                     |                                                                                                |
| V    | 16–0       | Mike Faulkner        | KO   | 6 (6), 1:46   | 20-02-1994 | Belle Casino, Biloxi, Misisipi, EE. UU.                                               |                                                                                                |
| V    | 15–0       | Danny Wofford        | UD   | 6             | 09-12-1993 | Paramount Theatre, Nueva York, EE. UU.                                                |                                                                                                |
| V    | 14–0       | Tim Noble            | TKO  | 3 (6), 1:04   | 10-11-1993 | Broadway By the Bay Theater, Atlantic City, Nueva Jersey, EE. UU.                     |                                                                                                |
| V    | 13–0       | Danny Blake          | PTS  | 6             | 10-07-1993 | Fernwood Resort, Bushkill, Pensilvania, EE. UU.                                       |                                                                                                |
| V    | 12–0       | Bruce Johnson        | TKO  | 1 (6), 1:36   | 22-05-1993 | Robert F. Kennedy Memorial Stadium, Washington D. C., EE. UU.                         |                                                                                                |
| V    | 11–0       | Ron Gullette         | TKO  | 1 (6), 1:52   | 25-03-1993 | Broadway By the Bay Theater, Atlantic City, Nueva Jersey, EE. UU.                     |                                                                                                |
| V    | 10–0       | Robert Pagan Perez   | KO   | 1             | 09-12-1992 | Newark, Nueva Jersey, EE. UU.                                                         |                                                                                                |
| V    | 9–0        | Rocky Bentley        | PTS  | 4             | 04-12-1992 | Fernwood Resort, Bushkill, Pensilvania, EE. UU.                                       |                                                                                                |
| V    | 8–0        | Rick Honeycutt       | TKO  | 1             | 21-11-1992 | Miami, Florida, EE. UU.                                                               |                                                                                                |
| V    | 7–0        | Tony Simpson         | TKO  | 1             | 13-11-1992 | Revere, Massachusetts, EE. UU.                                                        |                                                                                                |
| V    | 6–0        | Donnie Penelton      | KO   | 1             | 29-10-1992 | Saint Paul, Minnesota, EE. UU.                                                        |                                                                                                |
| V    | 5–0        | Juan Quintana        | TKO  | 3, 1:13       | 09-10-1992 | Tiverton, Rhode Island, EE. UU.                                                       |                                                                                                |
| V    | 4–0        | Greg Santos          | KO   | 1             | 19-09-1992 | Troy, Nueva York, EE. UU.                                                             |                                                                                                |
| V    | 3–0        | Ed Carlson           | KO   | 1 (4)         | 28-08-1992 | Lexington, Kentucky, EE. UU.                                                          |                                                                                                |
| V    | 2–0        | Cedric Sims          | KO   | 1 (4)         | 06-08-1992 | Virginia Beach, Virginia, EE. UU.                                                     |                                                                                                |
| V    | 1–0        | John Basil Jackson   | KO   | 1 (4), 1:28   | 24-07-1992 | Catskill, Nueva York, EE. UU.                                                         | Debut profesional de Briggs.                                                                   |